# Maria Ursula Ledóchowska

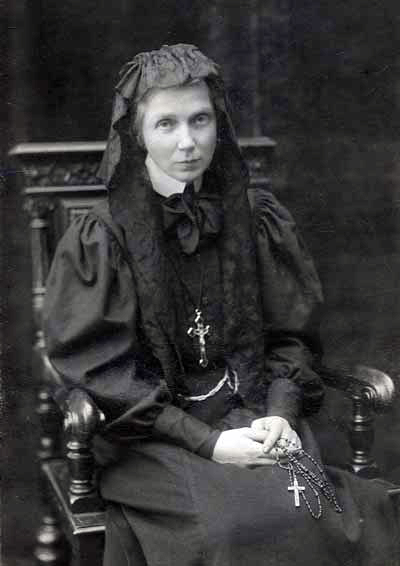
Heilige Ursula Ledóchowska (1907)

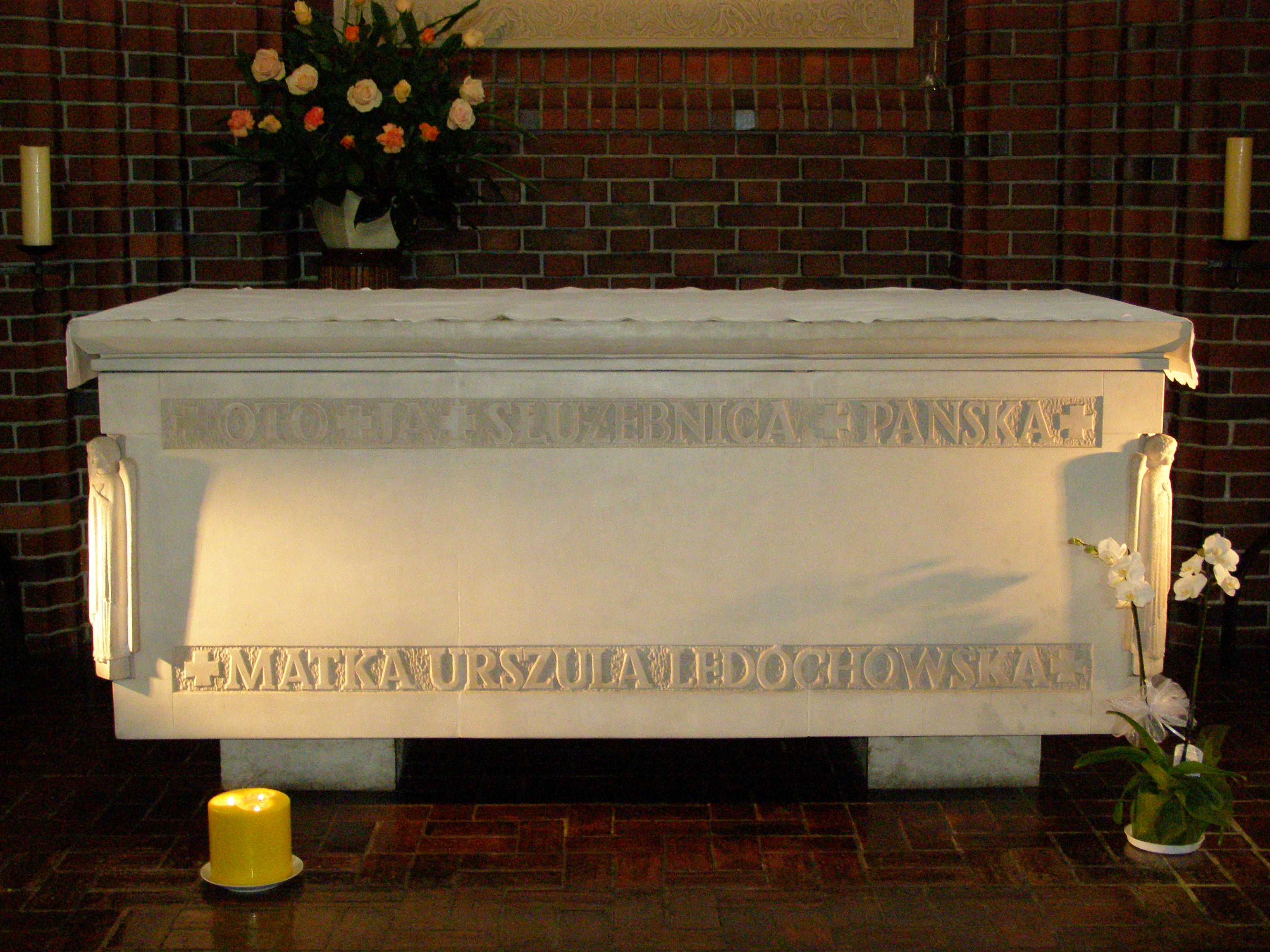
Ursula Ledóchowska Sarkophag in der Wallfahrtskirche in Pniewy

Maria Ursula (Julia) Ledóchowska (* 17. April 1865 in Loosdorf, Niederösterreich; † 29. Mai 1939 in Rom) war eine österreichisch-polnische Nonne und Ordensgründerin. Sie wird in der römisch-katholischen Kirche als Heilige verehrt.

## Leben
Ihre Eltern, Anton Graf Ledóchowski und Josephine Gräfin Ledóchowski, geborene Gräfin Salis Zizers ließen sie auf den Namen Julia taufen. Ihre Schwester war die selige Maria Teresia Ledóchowska, ihr Bruder war der jesuitische Ordensgeneral Wladimir Ledóchowski, ihr Onkel zweiten Grades Mieczysław Halka Ledóchowski war Erzbischof von Gnesen und Posen und später Kardinal und Präfekt der Kongregation für die Verbreitung des Glaubens in Rom. Im Alter von 18 Jahren übersiedelte Julia Ledóchowska mit ihrer Familie nach Lipnica in Polen (Diözese Tarnów).
1887 trat sie in das Kloster der Ursulinen in Krakau ein und nahm zur Einkleidung den Ordensnamen Ursula an. 1904 wurde sie zur Oberin des Klosters gewählt. 1907 wurde sie mit zwei Schwestern nach St. Petersburg zur Erhaltung des dortigen Katharinenpensionats und zur Unterstützung der polnischen Jugend gegen die russischen Bedrängungen entsandt. 1914 musste sie aber auf Grund des Ersten Weltkrieges das Land verlassen. Ihr Weg führte sie nach Stockholm.
In Skandinavien führte sie ihre Arbeit als Erzieherin fort. Sie gründete eine Mädchenschule und ein Waisenhaus für Kinder polnischer Emigranten. Außerdem arbeitete sie für das von dem Nobelpreisträger Henryk Sienkiewicz in der Schweiz gegründete Komitee zur Hilfe der Kriegsopfer und bemühte sich in Skandinavien die Menschen für die Frage der polnischen Unabhängigkeit zu sensibilisieren.
1920 kehrte sie mit 40 St. Petersburger Ursulinen nach Polen zurück und ließ sich in Pniewy bei Posen nieder. Wenig später gestattete ihnen Papst Benedikt XV. die Gründung einer eigenen Ordensgemeinschaft, der Ursulinen vom Herzen Jesu im Todeskampf. Wegen des grauen Habits werden sie auch Graue Ursulinen genannt. Die Grauen Ursulinen widmen sich vor allem der christlichen Erziehung und Armenfürsorge. Heute beträgt ihre Zahl über 1.100, und sie wirken auf fast allen Kontinenten.
Ihr Leichnam wurde 1989 von Rom nach Pniewy überführt. 1983 wurde Sr. Ursula von Papst Johannes Paul II. selig- und am 18. Mai 2003 heiliggesprochen. Ihr Gedenktag ist der 29. Mai.
Sie ist Patronin des Erzbistums Poznań.